# Bahnstrecke Moldava nad Bodvou–Medzev
| Kursbuchstrecke (ZSSK): | 168                           |                                          |                                          |
| Streckenlänge: | 15,358 km                     |                                          |                                          |
| Spurweite: | 1435 mm (Normalspur)          |                                          |                                          |
| Streckenklasse: | C4                            |                                          |                                          |
| Stromsystem: | Moldava–Moldava mesto: 3 kV = |                                          |                                          |
| Streckengeschwindigkeit: | 50 km/h                       |                                          |                                          |
| |                               |                                          |                                          |
| \| \| \| von Barca \| \| \| \| 0,000 \| Moldava nad Bodvou \| Moldava nad Bodvou \| \| \| \| nach Rožňava \| \| \| \| 1,300 \| Moldava nad Bodvou mesto \| Moldava nad Bodvou mesto \| \| \| 3,535 \| vlečka Vojenský opravárenský závod \| vlečka Vojenský opravárenský závod \| \| \| 5,491 \| Debraď \| Debraď \| \| \| 10,181 \| Jasov \| Jasov \| \| \| 12,760 \| Počkaj \| Počkaj \| \| \| \| nach Baňa Lucia \| \| \| \| \| Staatsgrenze Ungarn–Slowakei (1938–1944) \| \| \| \| \| Borzov \| \| \| \| 15,358 \| Medzev \| Medzev \| \| \| \| \| \| \| Quellen: [1] \| \| \| \| |                               |                                          |                                          |
| Strecke |                               | von Barca                                | von Barca                                |
| Bahnhof | 0,000                         | Moldava nad Bodvou                       | Moldava nad Bodvou                       |
| Abzweig geradeaus und nach links |                               | nach Rožňava                             | nach Rožňava                             |
| Haltepunkt / Haltestelle | 1,300                         | Moldava nad Bodvou mesto                 | Moldava nad Bodvou mesto                 |
| Abzweig geradeaus und nach links | 3,535                         | vlečka Vojenský opravárenský závod       | vlečka Vojenský opravárenský závod       |
| Haltepunkt / Haltestelle | 5,491                         | Debraď                                   | Debraď                                   |
| Bahnhof | 10,181                        | Jasov                                    | Jasov                                    |
| Bahnhof | 12,760                        | Počkaj                                   | Počkaj                                   |
| Abzweig geradeaus und ehemals nach rechts |                               | nach Baňa Lucia                          | nach Baňa Lucia                          |
| Grenze |                               | Staatsgrenze Ungarn–Slowakei (1938–1944) | Staatsgrenze Ungarn–Slowakei (1938–1944) |
| Brücke über Wasserlauf |                               | Borzov                                   | Borzov                                   |
| Kopfbahnhof Streckenende | 15,358                        | Medzev                                   | Medzev                                   |
| |                               |                                          |                                          |
| Quellen: |                               |                                          |                                          |

Die Bahnstrecke Moldava nad Bodvou–Medzev ist eine regionale Eisenbahnverbindung in der Slowakei. Sie zweigt in Moldava nad Bodvou von der Bahnstrecke Barca–Rožňava ab und führt im Süden des Slowakischen Erzgebirges nach Medzev (Metzenseifen). 

## Geschichte
Die Strecke wurde vom Ungarischen Handelsministerium am 26. August 1893 als Teil der Kassa-Tornai helyi érdekú vasut (Lokalbahn Kaschau–Torna; slowakisch: Miestna železnica Košice–Turňa) konzessioniert. Am 1. Juli 1894 wurde sie zusammen mit dem Abzweig nach Baňa Lucia eröffnet.
Nach dem Zerfall Österreich-Ungarns im Oktober 1918 und der Gründung des neuen Staates Tschechoslowakei ging die Strecke in die Verwaltung der neu gegründeten Tschechoslowakischen Staatsbahnen (ČSD) über. Ab den 1930er Jahren setzten die ČSD im Reiseverkehr moderne Motorzüge ein, die sowohl eine Verdichtung des Fahrplanes, als auch eine deutliche Fahrzeitverkürzung ermöglichten. Der Sommerfahrplan 1938 verzeichnete sieben Zugpaare, die sämtlich als Motorzug geführt waren.
Nach dem Ersten Wiener Schiedsspruch kamen die mehrheitlich ungarisch besiedelten Gebiete der Tschechoslowakei und damit auch die Strecke zwischen Moldava nad Bodvou (ungarisch: Szepsi) und Počkaj (ungarisch: Ferenctelep) im November 1938 wieder zu Ungarn. Betreiber dieses Streckenabschnittes waren nun wieder (bis 1945) die Ungarischen Staatsbahnen (MÁV). Die slowakische Staatsbahn Slovenské železnice (SŽ) betrieb den kurzen verbliebenen Abschnitt nunmehr als Inselbetrieb. Im Sommerfahrplan 1941 verkehrten zwei grenzüberschreitende Personenzugpaare zwischen Szepsi und Medzev/Metzenseifen, wobei der Aufenthalt im Grenzbahnhof Ferenctelep in der Regel etwa eine halbe Stunde betrug.
Nach dem Zweiten Weltkrieg wurde die Lokalbahngesellschaft verstaatlicht und die Strecke wurde in das Netz der wiederbegründeten ČSD integriert. In den 1950er Jahren wurde der Reisezugfahrplan auf bis zu zehn Reisezugpaare verdichtet. Mit einigen Fahrten wurde dabei auch die bisher nur im Güterverkehr betriebene Zweigstrecke Počkaj–Baňa Lucia bedient.

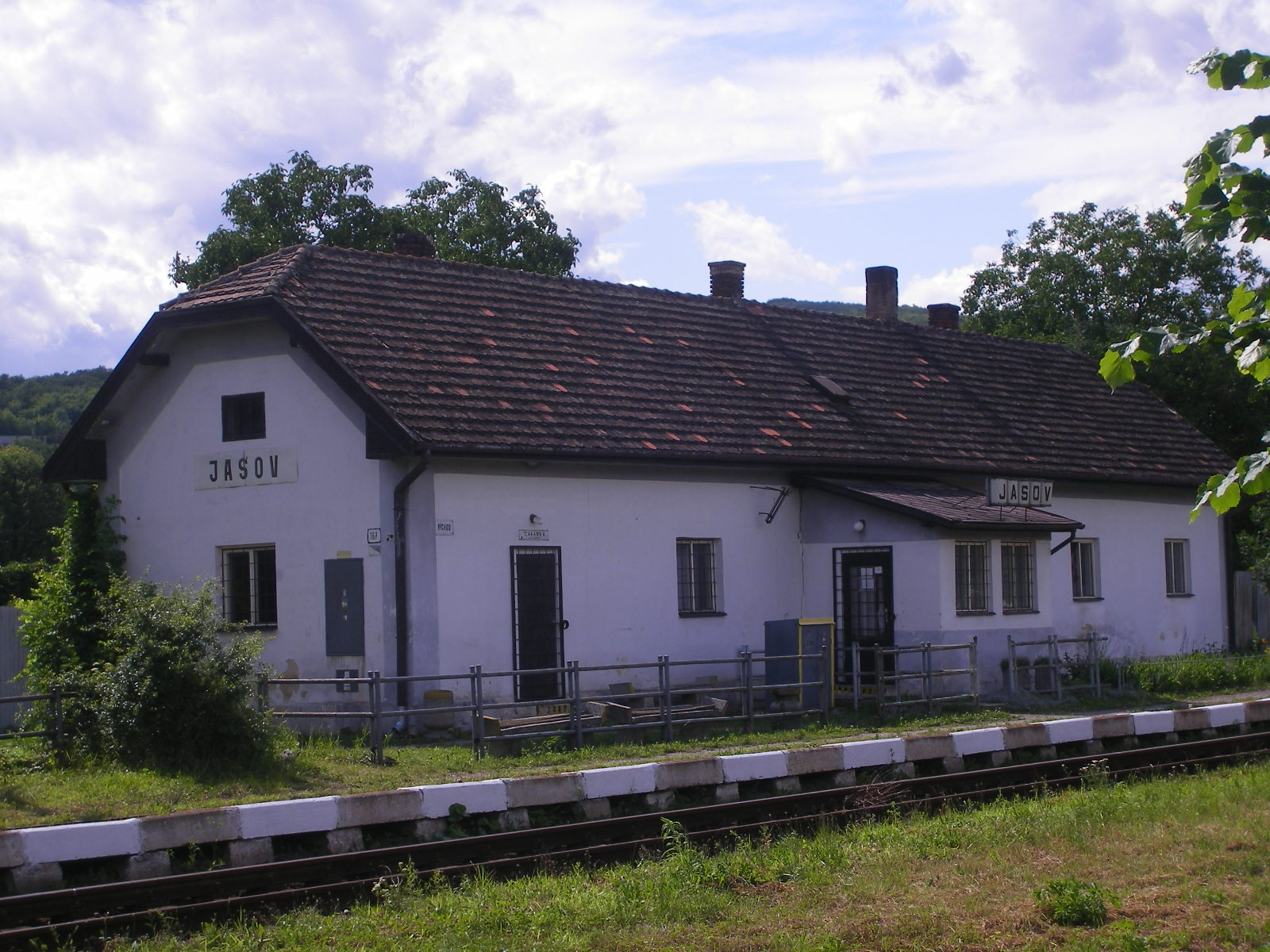
Haltestelle Jasov (2009)

Am 1. Januar 1993 ging die Strecke im Zuge der Auflösung der Tschechoslowakei an die neu gegründeten Železnice Slovenskej republiky (ŽSR) über. Am 2. Februar 2003 stellten die ŽSR den planmäßigen Reiseverkehr wegen zu geringer Auslastung ein. Der letzte gültige Jahresfahrplan von 2002 verzeichnete fünf Personenzugpaare. Die Reisezeit zwischen Moldava nad Bodvou und Medzev betrug 28 Minuten.
Im Jahr 2015 entstand an der Haltestelle Moldava nad Bodvou mesto eine moderne Schnittstelle zum Überlandbusverkehr („terminál integovanej dopravy“). Seitdem werden die vorher von Košice nach Turňa nad Bodvou verkehrenden Personenzüge bis Moldava nad Bodvou mesto durchgebunden. Im Jahresfahrplan 2019 verkehren sieben Personenzugpaare von und nach Košice.
Am 5. Juli 2021 gab die ŽSR als Infrastrukturbetreiber bekannt, dass der kurze Abschnitt Moldava nad Bodvou–Moldava nad Bodvou mesto als Teil der Verbindung von Košice modernisiert und elektrifiziert werden soll. Die Ausschreibung gewann das Konsortium Eltra der Baufirmen EP Industries und TSS Grade. Die Bauarbeiten dauerten über drei Jahre und waren am 17. Februar 2025 abgeschlossen.